# Małyk Kalin
Małyk Kalin (bułg. Малък Калин) – szczyt pasma górskiego Riła, w Bułgarii, o wysokości 2664 m n.p.m.